# John Saxon
John Saxon (nacido como Carmine Orrico ; Brooklyn, Nueva York, 5 de agosto de 1936-Murfreesboro, Tennessee, 25 de julio de 2020) fue un actor estadounidense. Trabajó en más de 200 proyectos durante un período de sesenta años. Es conocido por su trabajo en películas wéstern y de terror, a menudo interpretando a policías o detectives.
Nacido y criado en Brooklyn, Nueva York, Saxon estudió actuación con Stella Adler antes de comenzar su carrera como actor de la mano de Universal Pictures, apareciendo en películas como Rock, Pretty Baby (1956) y Portrait in Black (1961). Durante las décadas de 1970 y 1980 representó con frecuencia a funcionarios encargados de hacer cumplir la ley en películas de terror como Black Christmas (1974), Tenebrae de Dario Argento (1982) y A Nightmare on Elm Street (1984).
Además de sus papeles en películas de terror, Saxon coprotagonizó con Bruce Lee la legendaria película de artes marciales Operación dragón (1973) y tuvo papeles secundarios en los wésterns Death of a Gunfighter (1969) y Joe Kidd (1972), así como en el largometraje de aventuras Rescate en Entebbe (1977). En los años 1990 registró apariciones ocasionales, con pequeños papeles en Wes Craven's New Nightmare (1994) y From Dusk Till Dawn (1996).
Saxon murió de neumonía en Murfreesboro, Tennessee el 25 de julio de 2020 a los 83 años.

## Biografía y carrera

### Primeros años
John Saxon nació como Carmine Orrico en Brooklyn, Nueva York. Era hijo de un matrimonio de inmigrantes de raíces italianas: su padre fue Antonio Orrico, un trabajador portuario, y su madre Anne Protettore. Se crio en los difíciles ambientes del bajo Brooklyn en un vecindario de inmigrantes de esa nacionalidad.
A los 16 años de edad fue descubierto por un agente hollywoodense que buscaba una figura masculina atractiva. El agente, de apellido Wilson, vio la dotada apostura de Carmine Orrico en una revista y decidió finalizar su búsqueda contactando a Carmine y ofreciéndole una carrera como actor, para lo cual le cambió su nombre a John Saxon. Saxon estudió entonces en el Actors Studio bajo la tutela de Stella Adler, y su carrera empezó en 1959.

### Incursión actoral
De este modo, Saxon tuvo ocasión de trabajar con directores de renombre  como Blake Edwards, John Huston o Vincente Minnelli en largometrajes del tipo wéstern interpretando a personajes latinos. En 1967, apareció en un episodio (el nº 26) de la serie El Túnel del Tiempo y en la película Joe Kidd, protagonizada por Clint Eastwood, en la que interpreta a un mexicano llamado Luis Chama. Ese mismo año apareció en un episodio de la serie de culto Bonanza, interpretando a un nativo mexicano que buscaba dinero para luego volver a su tierra y sacarla de la pobreza.

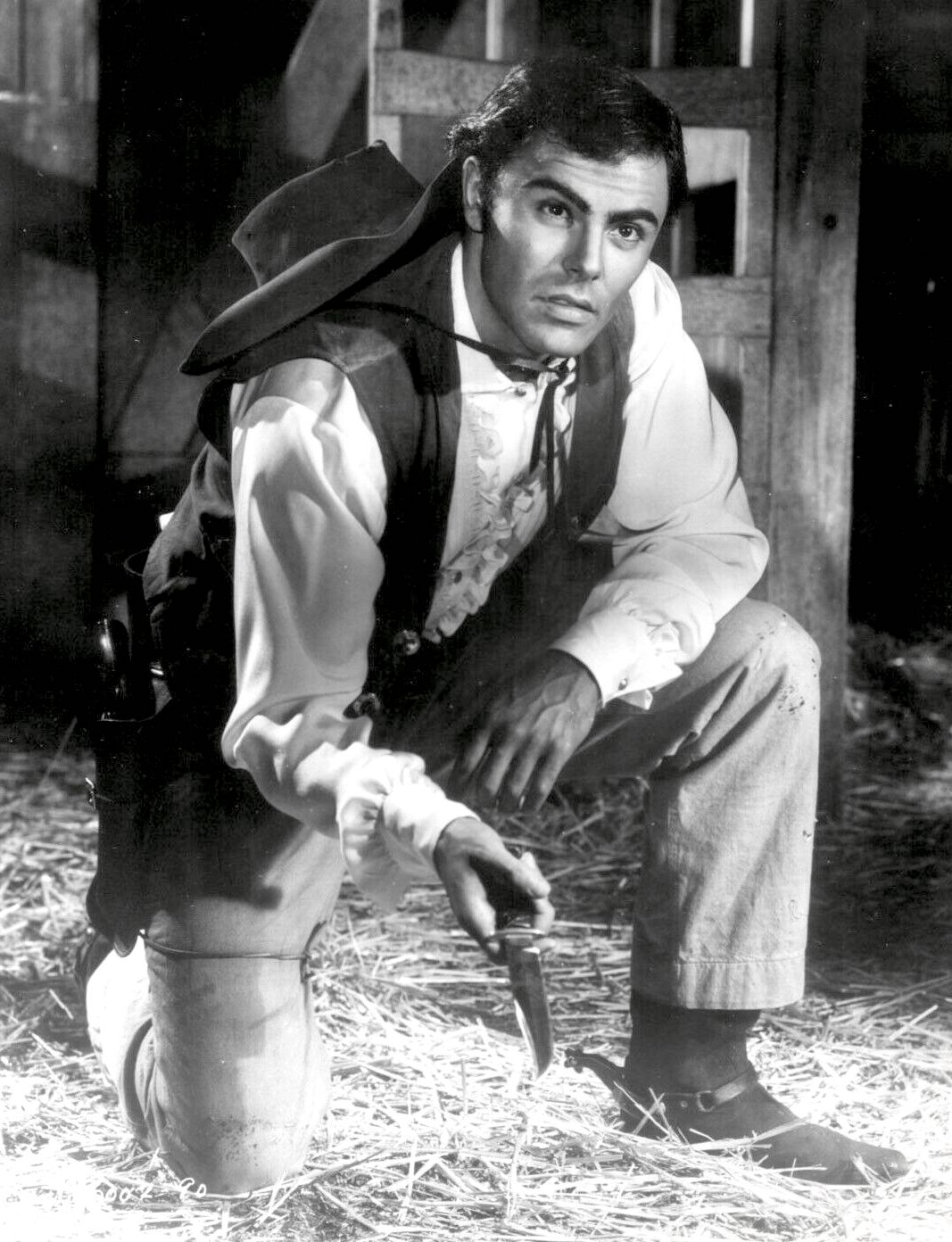
En publicidad para The Plunderers (1960).

En las décadas de 1960 y 1970, trabajó en diversas películas e interpretó roles de series de televisión tales como el del doctor Ted Stuart en la serie The Bold Ones ("Los Atrevidos") de la NBC entre 1969-1972. Saxon se vio atraído por las artes marciales estudiando karate, disciplina en la que obtuvo un cinturón negro.
En 1972, apareció en un episodio (el nº 1) de la serie Kung-Fú.

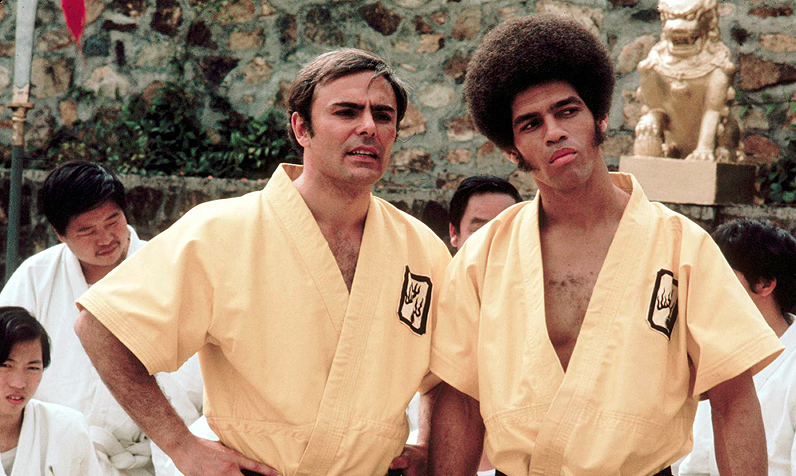
Junto a Jim Kelly en Enter the Dragon (1973).

En 1973, apareció en un papel principal en la película Enter the Dragon junto a Bruce Lee, donde interpretó a un galán artista marcial que, para saldar algunas deudas con la mafia, decide aceptar una invitación para participar en un torneo de un mafioso chino en una isla y para ello se alía con el afroamericano Williams (Jim Kelly). Este filme le atrajo mucha popularidad. En 1979, y ya mostrando una incipiente calvicie, actuó junto a Robert Redford y Jane Fonda en El jinete eléctrico.
En 1982, apareció en la película del género de terror de Dario Argento Tenebrae e interpretó el papel de Stricher en la cinta Spring Break. De 1981 a 1988, participó en numerosas temporadas de la serie Falcon Crest, interpretando a Tony Cumson, padre del personaje Lance Cumson, a quien dio vida Lorenzo Lamas. En 1984 y 1987 apareció en dos de los filmes de la saga Freddy Krueger: A Nightmare on Elm Street, concretamente en la primera y tercera entrega. En 1993 se interpretó a sí mismo en la séptima entrega, Wes Craven's New Nightmare, película no canónica dentro de la saga.
En sus últimos años de carrera registró apariciones en una gran cantidad de películas independientes y series de televisión, entre las que destacan CSI y Masters of Horror. Su último papel ocurrió en el largometraje de 2015 The Extra.

## Vida personal
John Saxon tuvo sonados romances con las actrices Diana Baker, Gia Scala y Linda Cristal, y se casó tres veces. La primera en 1967 con Mary Ann Saxon, guionista y directora de desarrollo de televisión, naciendo fruto del matrimonio su único hijo de nombre Antonio. Su segunda esposa fue Elizabeth (Phillips) Saxon, exbanquera de inversiones, negociadora sindical de aerolíneas y psicóloga. Su tercera y última esposa fue Gloria (Potts) Saxon, modelo y esteticista.
Saxon era cinturón negro en kárate, habiendo estudiado con Hidetaka Nishiyama, y era también competente en judo.

## Muerte

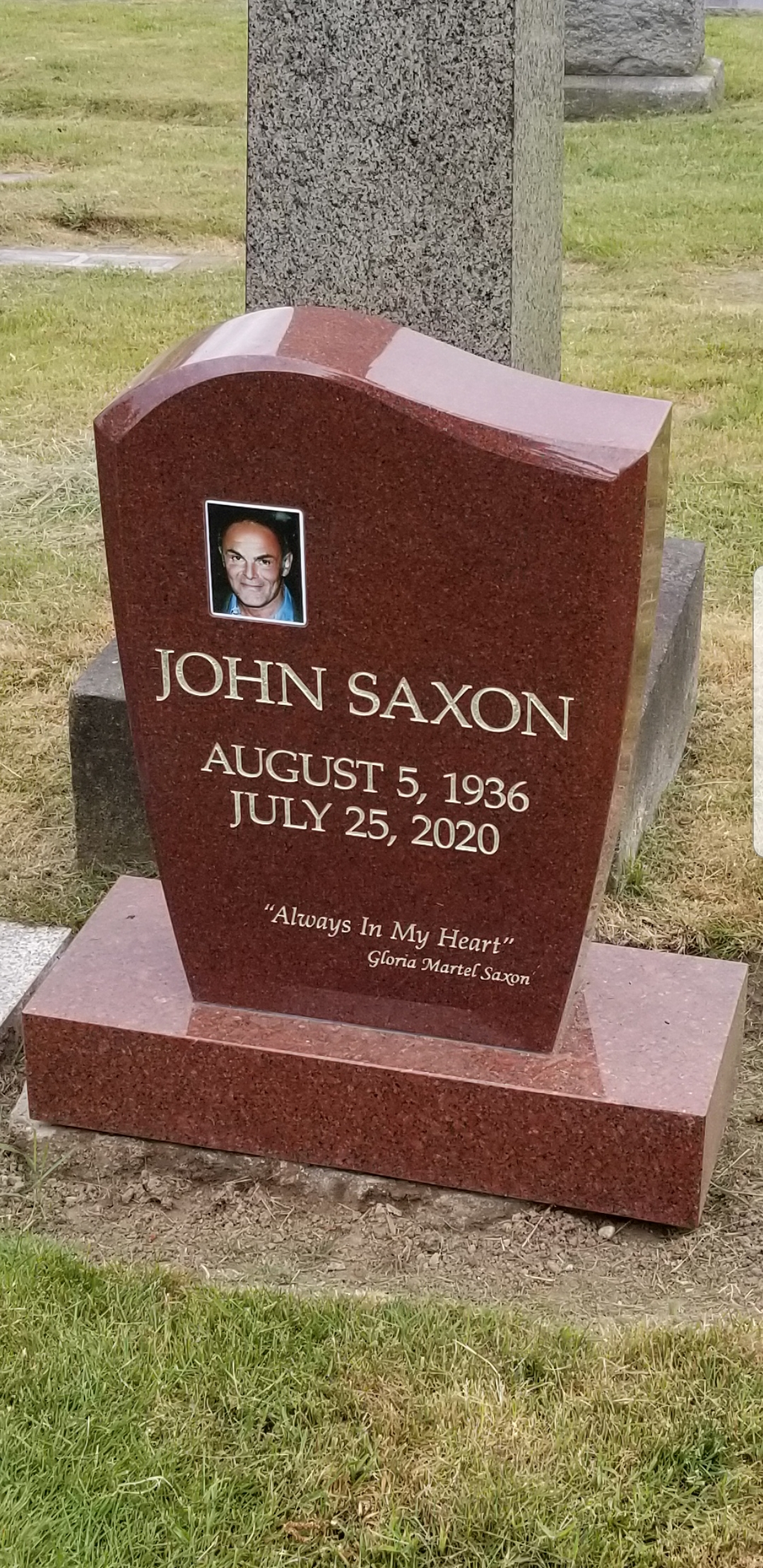
Tumba de Saxon fotografiada en 2021. Se encuentra ubicada en Lake View Cemetery, en Seattle.

El actor falleció el 25 de julio de 2020 en Murfreesboro, Tennessee a causa de una neumonía, a los 83 años.

## Filmografía

### Cine
| Año  | Título                                                                                           | Personaje                               | Observaciones                    |
| ---- | ------------------------------------------------------------------------------------------------ | --------------------------------------- | -------------------------------- |
| 1954 | It Should Happen to You (La rubia fenómeno)                                                      |                                         | No acreditado                    |
| 1954 | A Star Is Born (Ha nacido una estrella)                                                          |                                         | No acreditado                    |
| 1955 | Running Wild                                                                                     | Vince Pomeroy                           |                                  |
| 1956 | The Unguarded Moment                                                                             | Leonard Bennett                         |                                  |
| 1956 | Rock, Pretty Baby                                                                                | Jimmy Daley                             |                                  |
| 1957 | Summer Love                                                                                      | Jimmy Daley                             |                                  |
| 1958 | This Happy Feeling                                                                               | Bill Tremaine                           |                                  |
| 1958 | The Reluctant Debutante                                                                          | David Parkson                           |                                  |
| 1958 | The Restless Years                                                                               | Will Henderson                          |                                  |
| 1959 | Cry Tough                                                                                        | Miguel Antonio Enrico Francisco Estrada |                                  |
| 1959 | The Big Fisherman                                                                                | Voldi                                   |                                  |
| 1960 | The Unforgiven (Los que no perdonan)                                                             | Johnny Portugal                         |                                  |
| 1960 | Portrait in Black (Retrato en negro)                                                             | Blake Richards                          |                                  |
| 1960 | The Plunderers                                                                                   | Rondo                                   |                                  |
| 1961 | Posse from Hell                                                                                  | Seymour Kern                            |                                  |
| 1962 | War Hunt                                                                                         | Raymond Endore                          |                                  |
| 1962 | Mr. Hobbs Takes a Vacation                                                                       | Byron Grant                             |                                  |
| 1962 | Agostino                                                                                         | Renzo                                   |                                  |
| 1963 | La ragazza che sapeva troppo                                                                     | Dr. Marcello Bassi                      |                                  |
| 1963 | The Cardinal (El cardenal)                                                                       | Benny Rampell                           |                                  |
| 1964 | The Cavern                                                                                       | Joe Cramer                              |                                  |
| 1965 | The Ravagers                                                                                     | Kermit Dowling                          |                                  |
| 1965 | The Night Caller                                                                                 | Dr. Jack Costain                        |                                  |
| 1966 | Queen of Blood                                                                                   | Allan Brenner                           |                                  |
| 1966 | The Appaloosa                                                                                    | Chuy                                    |                                  |
| 1966 | The Doomsday Flight                                                                              | George Ducette                          | Telefilme                        |
| 1967 | Winchester '73                                                                                   | Dakin McAdam                            | Telefilme                        |
| 1968 | For Singles Only                                                                                 | Bret Hendley                            |                                  |
| 1968 | One Dollar Too Many                                                                              | Clay Watson                             |                                  |
| 1969 | Death of a Gunfighter                                                                            | Lou Trinidad                            |                                  |
| 1971 | Mr Kingstreet's War                                                                              | Jim Kingstreet                          |                                  |
| 1972 | Joe Kidd                                                                                         | Luis Chama                              |                                  |
| 1973 | I Kiss the Hand                                                                                  | Gaspare Ardizzone                       |                                  |
| 1973 | Enter the Dragon (Operación Dragón)                                                              | Roper                                   |                                  |
| 1974 | Planet Earth                                                                                     | Dylan Hunt                              |                                  |
| 1974 | Black Christmas (Navidades negras)                                                               | Ken Fuller                              |                                  |
| 1975 | Metralleta 'Stein'                                                                               | Mariano Beltrán                         |                                  |
| 1975 | Mitchell                                                                                         | Walter Deaney                           |                                  |
| 1976 | The Swiss Conspiracy                                                                             | Robert Hayes                            |                                  |
| 1976 | Strange Shadows in an Empty Room                                                                 | Ned Matthews                            |                                  |
| 1976 | Violent Naples                                                                                   | Francesco Capuano                       |                                  |
| 1976 | Mark Strikes Again                                                                               | Inspector Altman                        |                                  |
| 1976 | A Special Cop in Action                                                                          | Jean Albertelli                         |                                  |
| 1976 | Cross Shot                                                                                       | Comisario Jacovella                     |                                  |
| 1977 | Raid on Entebbe                                                                                  | Benny Peled                             |                                  |
| 1977 | The Cynic, the Rat and the Fist                                                                  | DiMaggio                                |                                  |
| 1977 | Moonshine County Express                                                                         | J.B. Johnson                            |                                  |
| 1978 | The Bees                                                                                         | John Norman                             |                                  |
| 1978 | Shalimar                                                                                         | Coronel Columbus                        |                                  |
| 1979 | Fast Company                                                                                     | Phil Adamson                            |                                  |
| 1979 | The Glove                                                                                        | Sam Kellog                              |                                  |
| 1979 | The Electric Horseman (El jinete eléctrico)                                                      | Hunt Sears                              |                                  |
| 1980 | Beyond Evil                                                                                      | Larry Andrews                           |                                  |
| 1980 | Cannibal Apocalypse                                                                              | Norman Hopper                           |                                  |
| 1980 | Battle Beyond the Stars                                                                          | Sador                                   |                                  |
| 1980 | Running Scared                                                                                   | Capitán Muñoz                           |                                  |
| 1981 | Blood Beach                                                                                      | Capitán Pearson                         |                                  |
| 1982 | Wrong Is Right (Objetivo mortal)                                                                 | Homer Hubbard                           |                                  |
| 1982 | Una di troppo                                                                                    | Sergio Puccini                          |                                  |
| 1982 | Scorpion with Two Tails                                                                          | Arthur Barnard                          |                                  |
| 1982 | Tenebrae                                                                                         | Bullmer                                 |                                  |
| 1982 | Desire                                                                                           | Joe Hale                                |                                  |
| 1983 | Prisoners of the Lost Universe                                                                   | Kleel                                   |                                  |
| 1983 | The Big Score                                                                                    | Davis                                   |                                  |
| 1984 | A Nightmare on Elm Street (Pesadilla en Elm Street)                                              | Donald Thompson                         |                                  |
| 1985 | Fever Pitch                                                                                      | Editor de deportes                      |                                  |
| 1986 | Hands of Steel                                                                                   | Francis Turner                          |                                  |
| 1987 | A Nightmare on Elm Street 3: Dream Warriors (Pesadilla en Elm Street 3: Los guerreros del sueño) | Donald Thompson                         |                                  |
| 1987 | House Made of Dawn                                                                               | Tosamah                                 |                                  |
| 1987 | Death House                                                                                      | Coronel Gordon Burgess                  | Director                         |
| 1988 | The Last Samurai                                                                                 |                                         |                                  |
| 1988 | Nightmare Beach                                                                                  | Strycher                                |                                  |
| 1989 | My Mom's a Werewolf                                                                              | Harry Thropen                           |                                  |
| 1989 | Criminal Act                                                                                     | Herb Tamplin                            |                                  |
| 1990 | The Best of the Martial Arts Films                                                               | Él mismo                                |                                  |
| 1990 | Aftershock                                                                                       | Oliver Quinn                            |                                  |
| 1990 | The Final Alliance                                                                               | Ghost                                   |                                  |
| 1990 | Crossing the Line                                                                                | Jack Kagan                              |                                  |
| 1990 | Blood Salvage                                                                                    | Clifford Evans                          |                                  |
| 1991 | The Arrival                                                                                      | Agente Mills                            |                                  |
| 1992 | Maximum Force                                                                                    | Capitán Fuller                          |                                  |
| 1992 | Hellmaster                                                                                       | Profesor Jones                          |                                  |
| 1993 | The Baby Doll Murders                                                                            | John Maglia                             |                                  |
| 1993 | No Escape No Return                                                                              | James Mitchell                          |                                  |
| 1993 | Jonathan of the Bears                                                                            | Fred Goodwin                            |                                  |
| 1994 | Beverly Hills Cop III (Superdetective en Hollywood III)                                          | Orrin Sanderson                         |                                  |
| 1994 | Killing Obsession                                                                                | Dr. Sachs                               |                                  |
| 1994 | Wes Craven's New Nightmare (La nueva pesadilla de Wes Craven)                                    | Él mismo/Donald Thompson                |                                  |
| 1994 | Frame-Up II: The Cover-Up                                                                        | Charles Searage                         |                                  |
| 1995 | The Killers Within                                                                               | Detective Lewis                         |                                  |
| 1996 | From Dusk Till Dawn (Abierto hasta el amanecer)                                                  | Agente Stanley Chase                    |                                  |
| 1997 | Lancelot: Guardian of Time                                                                       | Wolvencroft                             |                                  |
| 1998 | The Party Crashers                                                                               | Sr. Foster                              |                                  |
| 1998 | Joseph's Gift                                                                                    | Jacob Keller                            |                                  |
| 1999 | Criminal Minds                                                                                   | Antonio DiPaolo Jr.                     |                                  |
| 2001 | Final Payback                                                                                    | George Moreno                           |                                  |
| 2001 | Night Class                                                                                      | Murphy                                  |                                  |
| 2002 | Outta Time                                                                                       | James Darabont                          |                                  |
| 2003 | The Road Home                                                                                    | Michael Curtis                          |                                  |
| 2006 | The Craving Heart                                                                                | Richard Tom                             |                                  |
| 2006 | Trapped Ashes                                                                                    | Leo                                     | Segmento: "Stanley's Girlfriend" |
| 2008 | God's Ears                                                                                       | Lee Robinson                            |                                  |
| 2009 | Old Dogs                                                                                         | Paul                                    |                                  |
| 2009 | War Wolves                                                                                       | Tony Ford                               |                                  |
| 2009 | The Mercy Man                                                                                    | Padre McMurray                          |                                  |
| 2010 | Genghis Khan                                                                                     | Chiledu                                 |                                  |
| 2015 | The Extra                                                                                        | Victor Vallient                         | Aparición final en cine          |

### Televisión
| Año       | Título                                 | Papel | Notas |
| --------- | -------------------------------------- | --- | --- |
| 1955      | Medic                                  | Danny Ortega | — "Walk with Lions" |
| 1961      | General Electric Theater               | Martin Glass | — "Cate in the Cradle" |
| 1962      | The Dick Powell Theatre                | Nick Giller | — "A Time to Die" |
| 1963–1964 | Burke's Law                            | Gil Lynch / Bud Charney | — "Who Killed Cable Roberts" (1963) — "Who Killed the Horne of Plenty?" (1964)                                                      |
| 1964      | Another World                          | Edward Gerard | (1985–1986) |
| 1964–1966 | Bob Hope Presents the Chrysler Theatre | Mario Silvetti / Augie | — "Echo of Evil" (1964) — "After the Lion, Jackals" (1966)                                                                          |
| 1965–1975 | Gunsmoke                               | Gristy Calhoun / Pedro Manez / Virgil Stanley / Cal Strom, Jr. / Dingo                                                                           | — "Dry Road to Nowhere" (1965) — "The Avengers" (1965) — "The Whispering Tree" (1966) — "The Pillagers" (1967) — "The Squaw" (1975) |
| 1966      | Dr. Kildare                            | Richard Ross | — "The Art of Taking a Powder" — "Read the Book and Then See the Picture"                                                           |
| 1966      | The Doomsday Flight                    | George Ducette | Telefilme |
| 1967      | The Time Tunnel                        | Marco Polo | — "Attack of the Barbarians" |
| 1967      | Winchester 73                          | Dakin McAdam | Telefilme |
| 1967      | Cimarron Strip                         | Screamer | — "Journey to a Hanging" |
| 1967      | Garrison's Gorillas                    | Janus | — "20 Gallons to Kill" |
| 1967–1969 | Bonanza                                | Jefe Jocova / Blas / Steven Friday | — "Black Friday" (1967) — "The Conquistadores" (1967) — "My Friend, My Enemy" (1969)                                                |
| 1967–1970 | Ironside                               | Eric Saginor / Carter | — "An Inside Job" (1967) — "Ransom" (1970)                                                                                          |
| 1967–1971 | The Virginian                          | Terence Mulcahy / Ben Oakes / Dell Stetler | — "The Modoc Kid" (1967) — "Vision of Blindness" (1968) — "The Regimental Line" (1971)                                              |
| 1968      | It Takes a Thief                       | Muerto | — "A Thief Is a Thief" |
| 1968      | The Name of the Game                   | Peter Max | — "Collector's Edition" |
| 1968      | Istanbul Express                       | Cheval | Telefilme |
| 1969      | The Bold Ones: The New Doctors         | Dr. Theodore Stuart | 29 episodios |
| 1970      | Company of Killers                     | Dave Poohler | Telefilme |
| 1970      | The Intruders                          | Billy Pye | Telefilme |
| 1972      | The Sixth Sense                        | Dr. Harry Auden | — "Lady, Lady, Take My Life" |
| 1972      | Night Gallery                          | Ianto | — "I'll Never Leave You – Ever / There Aren't Any More MacBanes"                                                                    |
| 1972      | Kung Fu                                | Raven | — "King of the Mountain" |
| 1972      | Banyon                                 | Johnny Clay | — "The Clay Clarinet" |
| 1972      | Norman Corwin Presents                 | | — "The Better It Looks, the Worse It Is"                                                                                            |
| 1973      | Snatched                               | Paul Maxvill | Telefilme |
| 1973      | The Streets of San Francisco           | Vincent "Vince" Hagopian, Jr. | — "A Collection of Eagles" |
| 1973      | The Rookies                            | Farley | — "Cauldron" |
| 1973      | Linda                                  | Jeff Braden | Telefilme |
| 1973      | Police Story                           | Rick Calvelli | — "Death on Credit" |
| 1974      | Banacek                                | Harry Harland | — "The Vanishing Chalice" |
| 1974      | Can Ellen Be Saved?                    | James Hallbeck | Telefilme |
| 1974      | The Mary Tyler Moore Show              | Mike Tedesca | — "Menage-a-Phyllis" |
| 1974–1976 | The Six Million Dollar Man             | Nedlick / Frederick Sloan | — "Day of the Robot" (1974) — "The Return of Bigfoot: Part 1" (1976)                                                                |
| 1975      | Crossfire                              | Dave Ambrose | Telefilme |
| 1975      | Strange New World                      | Anthony Vico | Telefilme |
| 1975      | Petrocelli                             | Richie Martin | — "Mark of Cain" |
| 1976      | The Rockford Files                     | Dave Delaroux | — "A Portrait of Elizabeth" |
| 1976      | The Bionic Woman                       | Nedlick | — "The Return of Bigfoot: Part 2"                                                                                                   |
| 1976      | Starsky and Hutch                      | Rene Nadasy | — "The Vampire" |
| 1976      | Wonder Woman                           | Capitán Radl | 2 episodios |
| 1976      | Once an Eagle                          | Capitán Townshend | 4 episodios |
| 1976      | Raid on Entebbe                        | General Benny Peled | Telefilme |
| 1977      | Most Wanted                            | Randall Mason | — "The Insider" |
| 1977      | The Fantastic Journey                  | Cónsul Tarant | — "A Dream of Conquest" |
| 1977      | Westside Medical                       | Bob Farrow | — "Intensive Care" |
| 1977      | Quincy M.E.                            | Charles Desskasa | — "Sullied By Thy Name" |
| 1977      | Harold Robbins' 79 Park Avenue         | Harry Vito | 3 episodios |
| 1978      | The Immigrants                         | Alan Brocker | Telefilme |
| 1978      | Greatest Heroes of the Bible           | Adonijah | — "The Judgement of Solomon" |
| 1978–1984 | La isla de la fantasía                 | Michael Anderson / Cyrano de Bergerac / Monsieur Berandt Sabatier / Evan Watkins / Profesor Harold DeHaven / Colin McArthur / Dr. Roger Sullivan | 6 episodios |
| 1979      | Hawaii Five-O                          | Harry Clive | — "The Bark and the Bite" |
| 1980      | Vega$                                  | Michael Jennings | — "Aloha, You're Dead" |
| 1981      | Golden Gate                            | Monty Sager | Telefilme |
| 1982      | Rooster                                | Jerome Brademan | Telefilme |
| 1982–1984 | Dynasty                                | Rashid Ahmed | 6 episodios |
| 1982–1988 | Falcon Crest                           | Tony Cumson | 32 episodios |
| 1983      | Savage in the Orient                   | Nick Costa | Telefilme |
| 1983      | Hardcastle and McCormick               | Martin Cody | — "Rolling Thunder" |
| 1983      | Scarecrow and Mrs. King                | Dirk Fredericks | — "The First Time" — "Saved by the Bells"                                                                                           |
| 1983–1985 | The A-Team                             | Kalem / Martin James | — "Children of Jamestown" (1983) — "Moving Targets" (1985)                                                                          |
| 1984      | Magnum P.I.                            | Ed Russler | — "Jororo Farewell" |
| 1984      | Masquerade                             | Joey Savane | — "The French Correction" |
| 1984      | Finder of Lost Loves                   | Zach Donahue | — "White Lies" |
| 1984      | American Playhouse Presents            | Epps | — "Solomon Northup's Odyssey" |
| 1984–1994 | Murder, She Wrote                      | Bernardo Bonelli / Marco Gambini / Jerry Lydecker                                                                                                | — "Hooray for Homicide" (1984) — "A Very Good Year for Murder" (1988) — "Proof in the Pudding" (1994)                               |
| 1985      | Half Nelson                            | | — "Diplomatic Immunity" |
| 1985      | Brothers-in-Law                        | Royal Cane | Telefilme |
| 1985      | Glitter                                | Autor | — "The Matriarch" |
| 1987      | Alfred Hitchcock Presents              | Garth December | — "The Specialty of the House" |
| 1987      | Hotel                                  | Jack Curtis | — "Fallen Angel" |
| 1989      | The Ray Bradbury Theater               | Dudley Stone | — "The Wonderful Death of Dudley Stone"                                                                                             |
| 1991      | Monsters                               | Benjamin O'Connell | — "The Waiting Room" |
| 1991      | Matlock                                | John Franklin | — "The Parents" |
| 1991      | Payoff                                 | Rafael Concion | Telefilme |
| 1991      | Blackmail                              | Gene | Telefilme |
| 1991      | In the Heat of the Night               | Dalton Sykes | — "Liar's Poker" |
| 1992      | Lucky Luke                             | Hombre de negro | — "Magia Indiana" |
| 1994–1995 | Melrose Place                          | Henry Waxman | 4 episodios |
| 1995      | Liz: The Elizabeth Taylor Story        | Richard Brooks | Telefilme |
| 1996      | Kung Fu: The Legend Continues          | Straker | — "Escape" |
| 1997      | California                             | Don Rafael Guevara | 1 episodio |
| 2001      | Living in Fear                         | Reverendo Leo Hausman | Telefilme |
| 2005      | CSI: Crime Scene Investigation         | Walter Gordon | — "Grave Danger: Part 1" |
| 2006      | Masters of Horror                      | Jeb "Pa" Jameson | — "Pelts" |
| 2009      | War Wolves                             | Tony Ford | Telefilme |